# Тюльпан Геснера
Тюльпа́н Ге́снера  (лат. Túlipa gesneriána) — вид растений рода Тюльпан семейства Лилейные. Занесён в Красные книги России и Украины под названием Тюльпан Шренка (Tulipa schrenkii Regel), Красную книгу Саратовской области (вид, находящийся под угрозой исчезновения (Е)) и других регионов. Российская школа ботаники трактует тюльпан Шренка (Tulipa schrenkii Regel) как синоним тюльпана Геснера.

## Описание
Тюльпан Геснера — травянистый луковичный многолетник, эфемероид, достигает в высоту 40 см.
Листьев три—пять, они яйцевидно-продолговатые или ланцетные, сизые.
Цветок — одиночный, лепестки красные, розовые, жёлтые, белые, длиной 2,5—5,5 см.